# Dendrolycosa fusca
Dendrolycosa fusca là một loài nhện trong họ Pisauridae.
Loài này thuộc chi Dendrolycosa. Dendrolycosa fusca được Carl Ludwig Doleschall miêu tả năm 1859.